# Smoke Break
«Smoke Break» —en español: «Receso para fumar»— es una canción grabada por la cantante de música country Carrie Underwood por su quinto álbum de estudio, Storyteller (2015). Fue lanzado el 20 de agosto de 2015, a través de 19 Recordings y Sony Music Nashville como primer sencillo del álbum. Fue escrita por Carrie, Chris DeStefano y Hillary Lindsey, y fue producido por Jay Joyce.

## Video musical
El video musical de «Smoke Break» esta estrenado en Entertainment Tonight 24 de agosto de 2015.  Y fue dirigido por Randee St. Nicholas.

## Lista de canciones
Descarga digital
1. "Smoke Break" – 3:19

## Historial de lanzamientos
| País           | Fecha                | Formato(s)       | Discográfica            | Ref.              |
| -------------- | -------------------- | ---------------- | ----------------------- | ----------------- |
| Reino Unido    | 21 de agosto de 2015 | Descarga digital | 19 Sony Music Nashville | [ 3 ]             |
| Estados Unidos | 21 de agosto de 2015 | Descarga digital | Arista Nashville        | [ 2 ]             |
| Estados Unidos | 24 de agosto de 2015 | Country radio    | 19 Arista Nashville     | [ 4 ] [ 5 ] [ 6 ] |